# Cratere Amanda
Amanda  è un cratere sulla superficie di Venere.